# Punčoškář horský
Punčoškář horský (Coelotes atropos) je pavouk patřící do čeledi pokoutníkovití (Agelenidae).

## Popis
Průměrná délka těla samice činí 9,5 mm a u samce 8 až 10 mm. Hlavohruď má tmavě červenohnědou barvu s tmavší přední částí, zadeček je oválný, temně hnědý až do černa, s tmavším středním pruhem zužujícím se směrem dozadu a s rozptýlenými tmavými značkami po obou stranách; občas je ale zadeček i bez kresby. Nohy jsou červenohnědé. Samci mají většinou tmavší zbarvení než samice.

## Rozšíření a způsob života
Druh se vyskytuje ve Walesu, Anglii, Francii, Belgii, Dánsku, Německu, Švýcarsku, Polsku, Maďarsku a Rumunsku; ve Švédsku je téměř ohrožen, stejně jako v Česku, kde jde o vzácný druh vyskytující se v pohraničních pohořích a na Vysočině, Hostýnských vrších a v Slavkovském lese. Mimo Evropu nebyl zaznamenán.
Punčoškář horský žije v podhorských a horských stanovištích, ve vřesovištích, v jehličnatých a smíšených lesích málo zasažených činností člověka na mírně vlhkých stanovištích. Díky svým schopnostem odolávat mrazu dokáže pavouk osídlovat poměrně extrémní prostředí, například vrcholky hor.
Pod kameny a padlými kmeny (někdy i pod kůrou či v dutinách stromů) si staví pavučinovou rourku zakončenou malou nálevkou, v jejímž ústí číhá na kořist. Samci po spáření často zůstávají se samicí v jejím úkrytu a odhání ostatní samce. Samice od května do září buduje několik bílých čočkovitých kokonů, které jsou připevněny na kameni nebo kmeni v úkrytu samice. Pokud jsou venkovní teploty nízké, může samice zemřít a mláďata se pak živí jejím tělem. Pokud je teplota mírná, může samice přežít a pavoučí mláďata mohou zůstat s matkou několik prvních instarů až do osamostatnění.
Nedospělí jedinci se často živí chvostoskoky, zatímco dospělí pavouci se zaměřují na brouky. Dospělci obou pohlaví byli zaznamenáni po celý rok, ale samci hlavně na podzim a v zimě, samice na jaře a začátkem léta. Pavouk je aktivní především v noci.

## Galerie

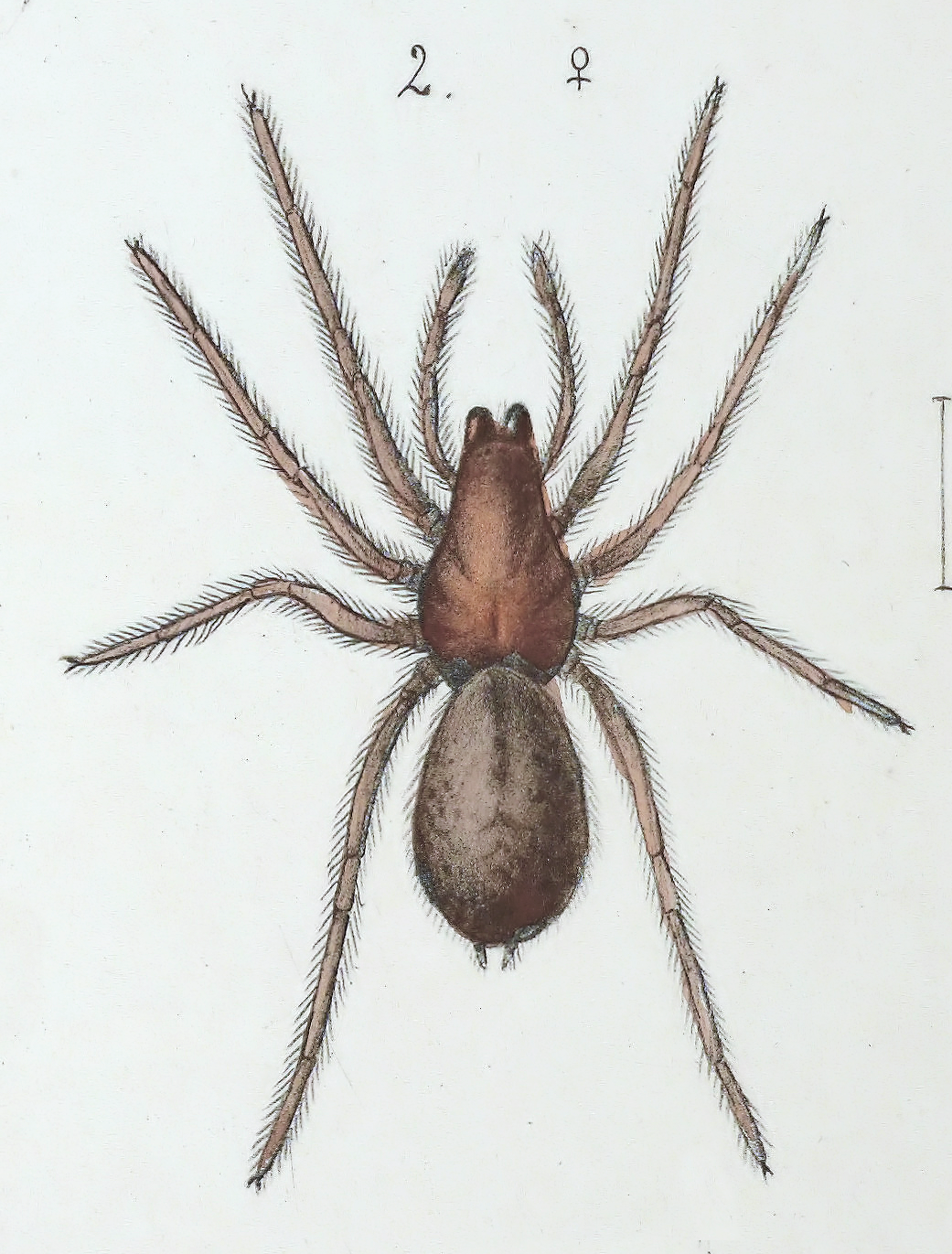
Samice
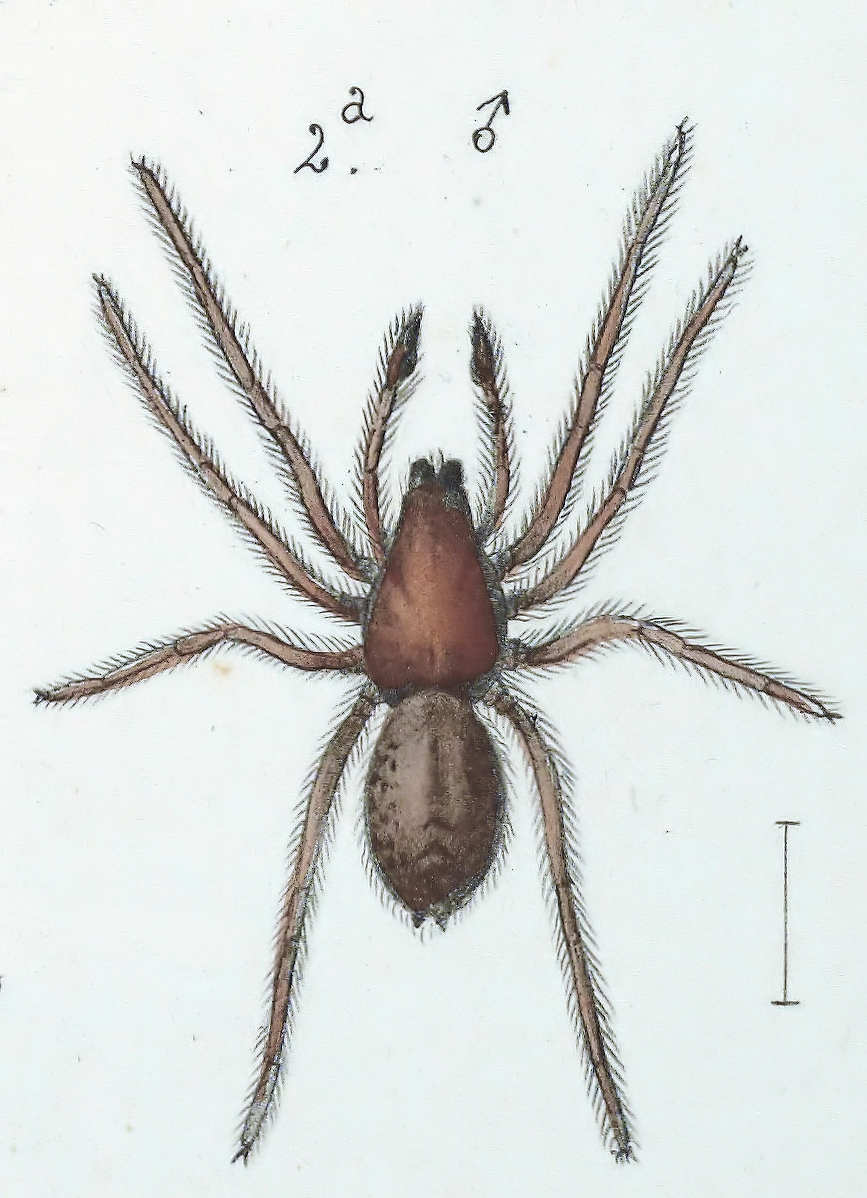
Samec
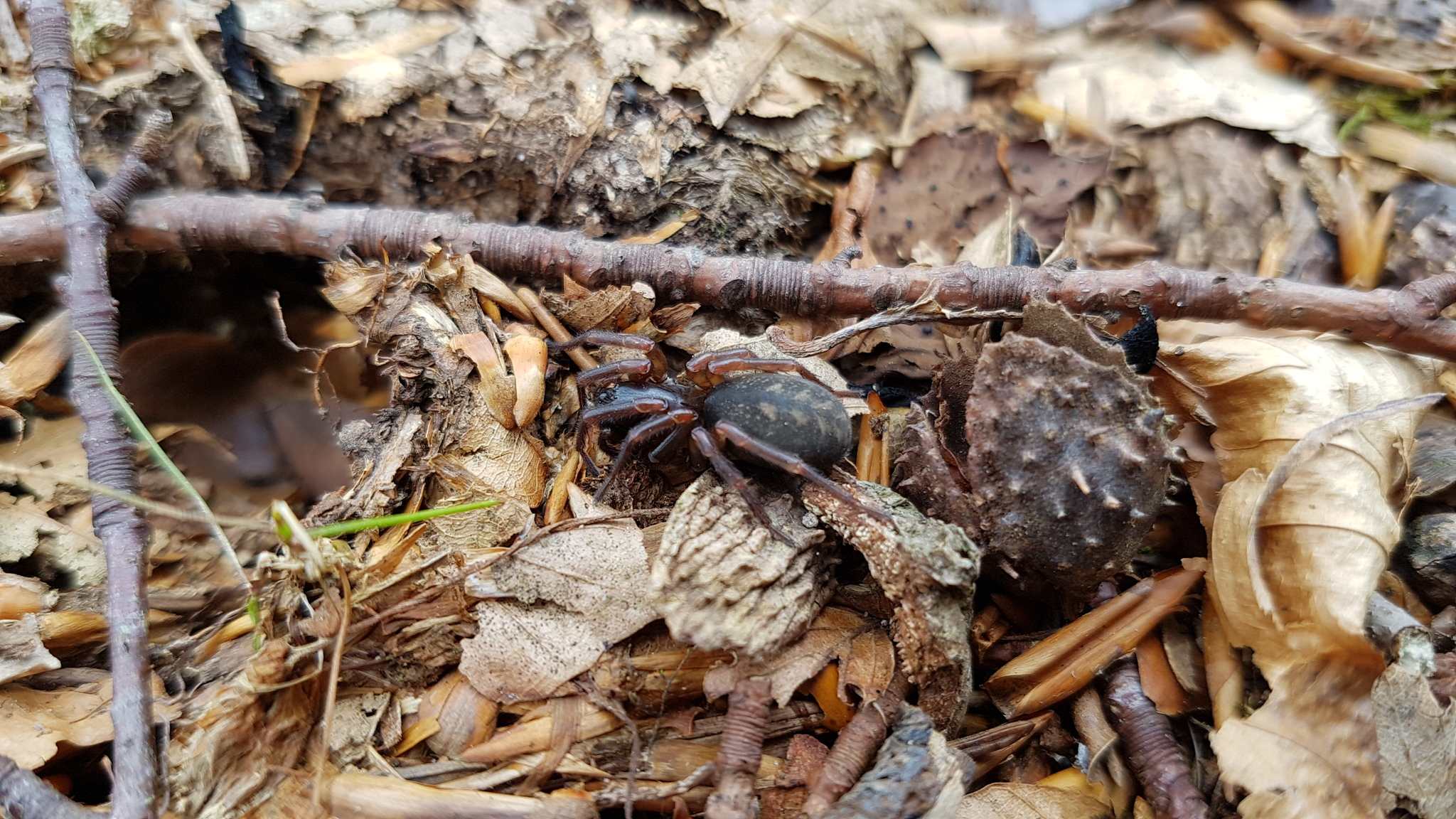
Samice (v opadance)
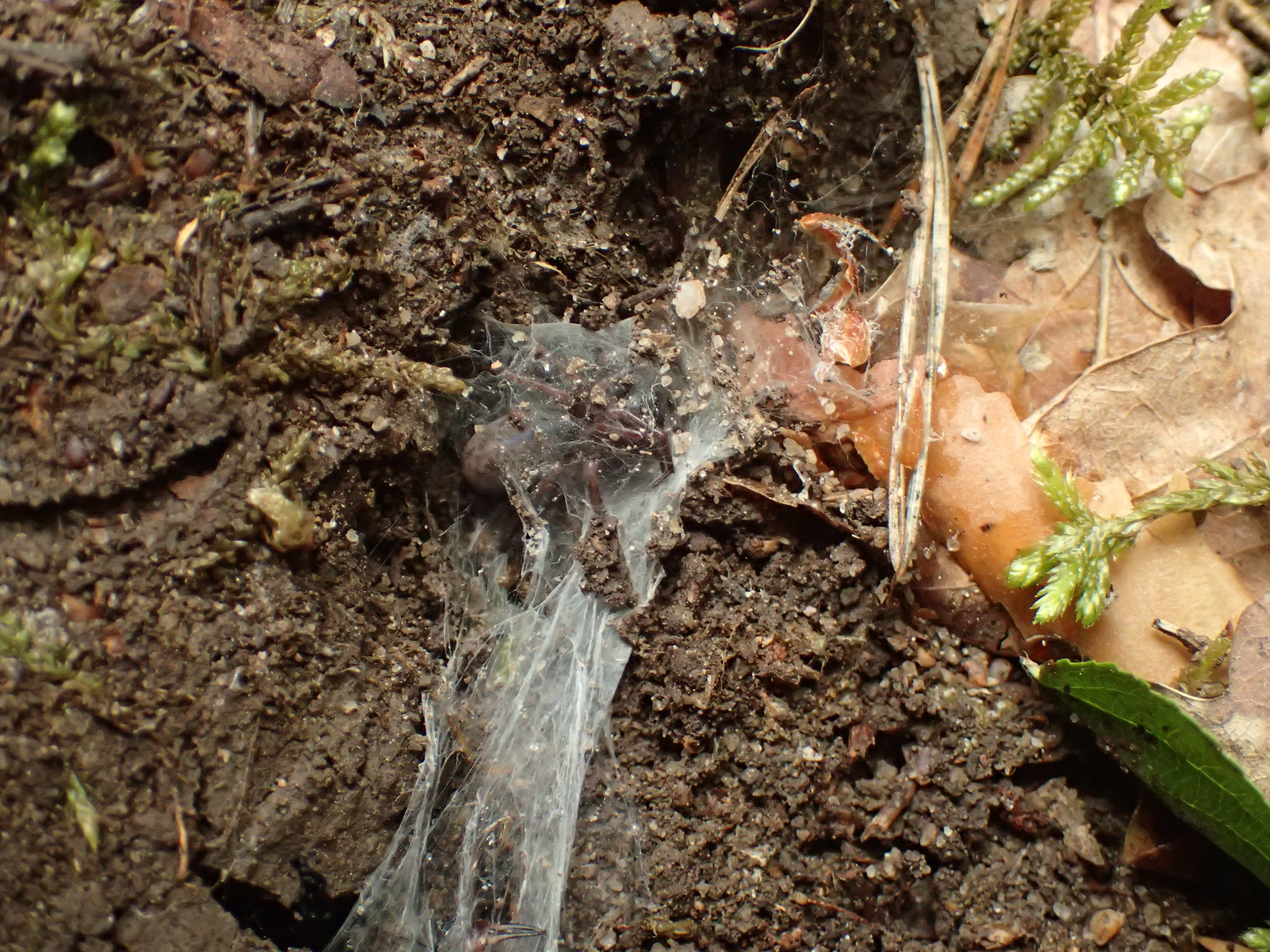
Pavouk (samice) v pavučině

## Možnost záměny
- punčoškář lesní (Inermocoelotes inermis)
- punčoškář zemní (Coelotes terrestris)